# Sumonyi Madárvonulás-kutató Állomás
A Sumonyi Madárvonulás-kutató Állomás egy 1981 óta működő madárvárta a Dél-Dunántúlon, a Baranya vármegye legnagyobb kiterjedésű állóvízrendszerét alkotó, 230 hektáros összterületű sumonyi (részben Bánfához tartozó) halastavak mellett. Az itt működő gyűrűzőállomás az Actio Hungarica rendszerű gyűrűzőtáborok közé tartozik.

## A tórendszer
A Sumony határában kialakult tórendszer Pécstől délnyugati irányban, a megyeszékhelytől körülbelül 30 kilométernyire fekszik, Sumony község belterületétől nyugat, a Királyegyháza-Sellye közti országúttól (az 5806-os úttól) pedig északnyugat felé, egy, a Mecsekből érkező vízfolyás, az Okor-csatorna (Bükkösdi-víz) mentén. Érdekesség, hogy a patak egyik ága az Abaligeti-barlangból ered, így viszonylag tiszta vízzel táplálja az itteni tavakat.

## A kutatóállomás
A sumonyi kutatóállomást a Magyar Madártani és Természetvédelmi Egyesület megalakulása után néhány évvel szervezték meg az egyesület Baranya Megyei Helyi Csoportjának tagjai; működése sok tekintetben hasonló az ország más, az év nagy részében működő madárvonulás-kutató állomásokéhoz (pl. ócsai madárvárta, fenékpusztai gyűrűzőközpont, stb.): vegyesen végeznek madárgyűrűzési, kutatási és természetvédelmi nevelési feladatokat.

### Az állomás feladatai
Az állomás egyik fontos feladatköre a madárgyűrűzés, melyhez legfőképpen függönyhálókat használnak, s ezáltal túlnyomó részben a tavak menti nádasokban és a környező bokros területeken fészkelő, vagy vonulási időszakban ott éjszakázó madarakat tudják befogni és jelölőgyűrűvel ellátni. A függönyhálókat minden évben, minden táborban azonos helyre és azonos számban helyezik ki, így a befogott madarak száma az egyes évek, vagy az egyes évek azonos időszakai között összevethető egymással.
Lényeges feladatkörét képezi az állomásnak a rendszeres faunisztikai megfigyelések és meghatározott szempontok szerinti madárszámlálások lebonyolítása is. A számlálásokat napi gyakorisággal ismétlik, ez ugyancsak lehetővé teszi, hogy az egyes évek, hónapok, vagy akár meghatározott egyéb időszakok adatsorai egymással összehasonlíthatóak legyenek, azokból bizonyos következtetéseket is le lehessen vonni az egyes fajok állományváltozásaira vonatkozóan.
Harmadrészt az állomás egyfajta regionális oktatóközpontként is működik, ahol az évről évre megszervezett kutatótáborokban a madár- és természetvédelem iránt érdeklődő általános és középiskolás diákok, sőt főiskolai és egyetemi hallgatók is megalapozhatják (illetve bővíthetik) ezen érdeklődésüknek megfelelő szakmai tudásukat, azáltal, hogy a táborok résztvevőiként más módon nehezen megszerezhető, specifikus ismeretekre tehetnek szert. Az állomáson a tavaszi és az őszi vonulási időszakban (a nyár végétől kezdve) folyamatosan működnek táborok, az év egyéb szakaszaiban pedig [a költési időszakot leszámítva] gyűrűzői kapacitástól függően, többnyire hétvégenként történik gyűrűzés.

### Az állomás elhelyezkedése
A kutatóállomás a tórendszer legkeletibb csúcsa közelében található, központját a kb. 50 négyzetméteres, fűthető kutatóház és egy hasonló alapterületű, fedett gyűrűzőhely jelenti. Ezekhez kapcsolódnak még kisebb alapterületű, a táborozók elszállásolására alkalmas, illetve egyéb funkciókat betöltő (konyha, zuhanyozó, tűzifaraktár) építmények; az állomás vízellátása fúrt kútról történik. Az alig 1500 m2-nyi területre kiterjedő bázis maga is egy olyan, mély fekvésű részen terül el, amit régen halastónak alakítottak ki, de végül sohasem töltötték fel vízzel. Az állomást ennek megfelelően különböző elegyes nádas- és bokros növénytársulások ölelik körül. A fixen kialakított hálóállások mellett, ahol szükséges, stabil pallósorokat is kiépítettek az állomás fenntartói az elmúlt évtizedek során.

## Az állomás eddigi eredményei
A kutatóállomás több mint három évtizedet átívelő működése igazolta, hogy a sumonyi tórendszer, amellett, hogy jelentős fészkelőhelye több tucatnyi, nádi és bokorlakó madárfajnak, egyben a madárvonulás egyik jelentős központja is a dél-magyarországi térségben. Az afrikai vándorútjukra induló füsti fecskék egyik állandó gyülekezési helye az itteni nádrengeteg, a récefélék közül pedig évről évre sok egyed telelőhelyként is alkalmasnak ítéli a tórendszer területét.

### Érdekességek
Az állomás érdekességei között célszerű megemlíteni az itteni madárfogási rekordokat, melyek közül a sumonyi madarászok napos, hetes, éves, sőt egyetlen hálóellenőrzésre vonatkozó rekordokat is számon tartanak. A napi rekordot 2007. szeptember 2-án állította be az állomás, ekkor 2 035 példányt gyűrűztek meg, és 2007-ben érték el az éves rekordot is 42 285 példánnyal. Az egy hét alatt meggyűrűzött madarak rekordját 2011 egyik szeptemberi hetében jegyezték fel (9 355 példány), az egyetlen hálóellenőrzéskor befogott madarak rekordját pedig 2013. szeptember 19-én, az esti húzáskor, amikor nem kevesebb mint 1 729 madár (zömmel éjszakázni térő füsti fecske) került a hálókba, majd kapott új gyűrűt. Az egy évben meggyűrűzött legtöbb madárfaj rekordját, 90 fajjal 2011-ben állították be.